# Гибралтар на Европском првенству у атлетици у дворани 2009.
Гибралтар је учествовао на 30. Европском првенству у дворани 2009 одржаном у Торину, Италија, од 6. до 8. марта. Ово је било треће Европско првенство у дворани од 1986. године када је Гибралтар први пут учествовао. Репрезентацију Гибралтара представљао је један такмичар који се такмичио у трци на 60 метара.
На овом првенству представник Гибралтара није освојио ниједну медаљу али је оборио национални рекорд.

## Учесници
Мушкарци:
- Доминик Керол — 60 м

## Резултати

### Мушкарци
| Атлетичар     | Дисциплина | Лични рекорд | Квалификације | Квалификације | Полуфинале           | Полуфинале           | Финале               | Финале  | Детаљи |
| Атлетичар     | Дисциплина | Лични рекорд | Резултат      | Место         | Резултат             | Место                | Резултат             | Место   | Детаљи |
| ------------- | ---------- | ------------ | ------------- | ------------- | -------------------- | -------------------- | -------------------- | ------- | ------ |
| Доминик Керол | 60 м       | 7,41         | 7,34 НР       | 7. у гр. 4    | Није се квалификовао | Није се квалификовао | Није се квалификовао | 34 / 34 |        |